# Władysław Sokołowski (1892–1963)
Władysław Sokołowski (ur. 5 maja 1892 we Lwowie, zm. 13 listopada 1963 w San Francisco) – polski prawnik, urzędnik konsularny i dyplomata.

## Życiorys
Studiował na Uniwersytecie Lwowskim uzyskując tytuł doktora praw. Był urzędnikiem Namiestnictwa Galicji (–1918). Brał udział w obronie Lwowa (1918–1919). W służbie zagranicznej II Rzeczypospolitej od 1919, m.in. jako attaché emigracyjny Konsulatu Generalnego w Nowym Jorku (od 14 maja 1919 do 1 września 1922), radca emigracyjny Poselstwa w Paryżu (od 1 września 1922 do 30 listopada 1926), kierownik referatu Ligi Narodów w MSZ (1926–1927), naczelnik wydziału ustrojów międzynarodowych MSZ (1930–), radca prawny (1931–1936) i chargé d’affaires Ambasady w Waszyngtonie (1932–1933, 1935–1936), zastępca dyrektora wydziału konsularnego MSZ (1938), konsul i kierownik Konsulatu w San Francisco (1943–1945), gdzie w 1943 odegrał szczególna rolę w ewakuacji tysięcy wywiezionych na Syberię rodaków, m.in. przez Bombaj i San Francisco do Santa Rosa w Meksyku.
Sokołowski uczestniczył w ostatniej ważnej akcji dyplomatycznej rządu RP na obczyźnie mającej umożliwić jego delegacji udział w konferencji Narodów Zjednoczonych w San Francisco (kwiecień–czerwiec 1945), lecz bez rezultatu.

## Ordery i odznaczenia
- Krzyż Oficerski Orderu Odrodzenia Polski[8]
- Złoty Krzyż Zasługi (30 stycznia 1930)[9]
- Medal Pamiątkowy za Wojnę 1918–1921[8]
- Medal Dziesięciolecia Odzyskanej Niepodległości[8]
- Krzyż Komandorski z Gwiazdą Orderu Feniksa (Grecja)[8]
- Krzyż Komandorski z Gwiazdą Orderu Zasługi Cywilnej (Hiszpania, 1932)[10]
- Krzyż Komandorski Orderu Gwiazdy Rumunii (Rumunia)[8]
- Krzyż Kawalerski Orderu Legii Honorowej (Francja)[8]